# Miah Spencer
Miah Spencer (ur. 8 grudnia 1994 w Decatur) – amerykańska koszykarka występująca na pozycji rozgrywającej, obecnie zawodniczka Pyrobel Killester Dublin.
16 czerwca 2017 została zawodniczką InvestInTheWest AZS AJP Gorzowa Wielkopolskiego.
13 lutego 2019 dołączyła do irlandzkiego Pyrobel Killester Dublin.

## Osiągnięcia
Stan na 17 czerwca 2017, na podstawie, o ile nie zaznaczono inaczej..
NCAA
- Uczestniczka turnieju NCAA (2014, 2017)
- Zaliczona do:
  - I składu ACC (2017)
  - II składu ACC (2016)